# Mahler Chamber Orchestra
Le Mahler Chamber Orchestra est un orchestre de musique classique. Fondé en 1997 par Claudio Abbado, il est à sa création constitué par des anciens membres du Gustav Mahler Youth Orchestra, venant de nombreux pays d'Europe. Depuis le 27 mai 2016 Daniele Gatti est Artistic Advisor de l'orchestre.

## Historique
Un an après la création de l'orchestre par Claudio Abbado en 1997, Daniel Harding, à l'âge de 22 ans, devient premier chef d'orchestre invité. 2003-2011, il est directeur musical de l'orchestre. Depuis le 27 mai 2016 Daniele Gatti est Artistic Advisor de l'orchestre.

## Fonctionnement
L'orchestre n'a pas de lieu de résidence attitré, voyage constamment et donne des représentations dans le monde entier. L'orchestre s'est ainsi produit dans presque toute l'Europe, une grande partie de l'Asie de l'Est, et dans plusieurs pays d'Amérique.
Il participe aux plus importants festivals de musique classique. Il constitue la base du Lucerne Festival Orchestra lors du Festival de Lucerne.
Les revenus de l'orchestre proviennent des concerts qu'il donne, ainsi que des donations et de ses sponsors.
En 2013, l'orchestre a réalisé plus de 24 enregistrements.
Le répertoire de l'orchestre est centré autour du classicisme viennois et du début du courant romantique.

## Réputation
Le Mahler Chamber Orchestra fait partie des orchestres les plus prestigieux. Il a collaboré avec des chefs renommés, comme Pierre Boulez, Daniele Gatti ou encore François-Xavier Roth, Marc Minkowski, Tugan Sokhiev, ainsi qu'avec des musiciens reconnus, parmi lesquels Martha Argerich, Leif Ove Andsnes, Mitsuko Uchida, Janine Jansen et Yuja Wang.
En 2011, l'orchestre devient ambassadeur culturel de l'Union européenne.